# Technische Universität Troyes
Die Technische Universität Troyes (französisch Université de technologie de Troyes, abgekürzt UTT) im nordfranzösischen Troyes ist eine von nur drei Technischen Universitäten in Frankreich.

## Geschichte
Die Gründung erfolgte 1994 nach dem Vorbild der amerikanischen Universität Pennsylvania. Wie die beiden anderen Technischen Universitäten in Compiègne und in Belfort-Montbéliard ist die TU Troyes eine Mischung zwischen einer französischen Ingenieurhochschule und einer herkömmlichen Universität.

## Studium
Das Studium gliedert sich in ein für alle gemeinsames zweijähriges Grundstudium (sogenannte „integrierte Vorbereitungsklassen“) und ein sich daran anschließendes dreijähriges Hauptstudium mit mehr Wahlmöglichkeiten. Die Hälfte der Studenten haben ihr Grundstudium allerdings in einer Vorbereitungsklasse oder einer anderen Universität abgeschlossen und kommen erst zum Hauptstudium an die TU Troyes. Nach dem Grundstudium an einer der drei Technischen Universitäten hat man die Möglichkeit, das Studium auch an einer der anderen beiden ohne Aufnahmeprüfung fortzusetzen. Das Hauptstudium schließt mit einem Ingenieursdiplom in einer von vier verschiedenen angebotenen Studienrichtungen ab, nämlich Industriesysteme, Informationssysteme und Telekommunikation, Mechanik oder Materialwissenschaften mit Wirtschaft.
Zusätzlich zum Ingenieursabschlusskann auch ein staatlicher Masterabschluss erworben werden.

### Hauptstudium
- GI Industrielle Systeme
- GM Mechanische Systeme (Maschinenbau)
- MM Werkstoff und Maschinenbau
- A2I Automatisierungstechnik und Informatik
- MTE Werkstofftechnologie und wirtschaft
- ISI Informatik und Informationssysteme
- RT Netzwerke und Telekommunikation